# アウストロバイレヤ科
アウストロバイレヤ科（アウストロバイレヤか、学名: Austrobaileyaceae）は被子植物のアウストロバイレヤ目に属する科の1つである。アウストロバイレヤ科は、1属1種、アウストロバイレヤ Austrobaileya scandens のみを含む。A. scandens は精油を含む常緑性のつる性木本であり、葉は対生し、花は大型で螺旋状についた多数の花被片、葉状雄蕊、雌蕊からなる（図1）。オーストラリア北東部の熱帯雨林内に生育する。

## 特徴
常緑性のつる性木本（藤本）である（下図2a）。茎の直径は4 cm（センチメートル）になる。根はオレンジ色。材は散孔材、道管は大きく、単生、階段穿孔をもち、繊維状仮道管が存在する。篩管は細長く隔壁は大きく傾斜し、篩板は不明瞭、伴細胞を欠くとされる。節は1葉隙2葉跡性。
葉は対生し、単葉、10–16 × 3.5–8 cm、葉縁は全縁、葉柄は長さ 1.5–3 cm（図2b）。葉脈は羽状（図2b）。気孔は大型で不規則型。アルカロイドやサポニン、サポゲニンを欠く。シュウ酸カルシウムの砂晶をもつ。
花は大きく（直径 4–5 cm）、両性花で、雌性先熟、放射相称、葉腋につく（図1, 下図3a）。花被片は12–24枚、離生、緑色で紫色の斑紋をもち、長さ3–27 mm（ミリメートル）、螺旋状につき、外側から内側に向けて小型の萼片状から大型の花弁状に連続的に変化する（図1, 下図3a）。内側の花弁状花被片は黄色で茶褐色の斑点を持つ。
雄蕊は12–25個、離生、18 x 7 mm、螺旋状につく（図1, 下図3a）。花糸は葉状で葯は内向（下図3a）、花粉は単溝粒。雄蕊のうち内側の6–16個は花粉形成能を欠く仮雄蕊となり、15 × 3 mm、雄性期の花では中央の雌蕊群を覆っている（下図3a）。
雌蕊は4–14個、長さ約 8 mm、螺旋状についている。子房上位、縁辺胎座、1心皮あたり8–14個の倒生胚珠を含む。果実はオレンジ色の液果、4–5.5 × 3–3.5 cm、2–6個の種子を含む（下図3b）。種子は大型（長さ 2 cm 以上）、種皮は維管束を含む。胚は小さく、内胚乳はデンプンに富む。染色体数は 2n = 44, 46?。

## 分布・生態
オーストラリア北東部の山地（標高 350–1100 m）の熱帯雨林内に生育する。
雌性先熟。花は腐敗臭を発し、腐生性のハエ目昆虫を誘引し、おそらくこれによって花粉媒介されると考えられている (sapromyophily)。自家不和合性であると考えられている。

## 分類
アウストロバイレヤ属 (Austrobaileya) は特異な特徴（花など）をもつため、古くから独立の科（アウストロバイレヤ科）に分類されていた。その花の形態などに基づき、新エングラー体系やクロンキスト体系では、アウストロバイレヤ科はモクレン目に分類されていた。
その後20世紀末以降の分子系統学的研究により、アウストロバイレヤ科はトリメニア科やマツブサ科（シキミ属を含む）に近縁であることが明らかとなった。2020年現在では、これら3科はアウストロバイレヤ目としてまとめられている。現生被子植物の中では、最初にアンボレラ目が、次にスイレン目が分岐し、3番目にアウストロバイレヤ目が分岐したと考えられている。
アウストロバイレヤ属には、アウストロバイレヤ Austrobaileya scandens 1種のみが含まれる。
表1. アウストロバイレヤ科の分類体系
- アウストロバイレヤ科 Austrobaileyaceae Croizat (1943)
  - アウストロバイレヤ属 Austrobaileya C.T.White (1933)
    - アウストロバイレヤ Austrobaileya scandens C.T.White (1933)
シノニム: Austrobaileya maculata C.T.White (1948)